# Java collections framework

Lớp java.util.Collection và phân cấp giao diện

Lớp java.util.Map của Java và phân cấp giao diện

Java collections framework là một tập hợp các lớp và giao diện mà hiện thực các cấu trúc dữ liệu về tập hợp (collection) để có thể sử dụng lại được.
Mặc dù được gọi là một khung (framework), nó hoạt động theo cách của một thư viện (library). Collection framework này cung cấp cả hai giao diện định nghĩa cho collection cũng như hiện thực chúng.